# 슈테델 미술관
슈테델 미술관(Städelsches Kunstinstitut)은 독일 프랑크푸르트암마인에 위치한 미술관이다.

## 같이 보기
- 슈테델슐레